# Silaum saxatilis
Silaum saxatilis är en flockblommig växtart som beskrevs av M.S. Bajtenov. Silaum saxatilis ingår i släktet ängssiljor, och familjen flockblommiga växter. Inga underarter finns listade i Catalogue of Life.